# 레오나르도 로레단

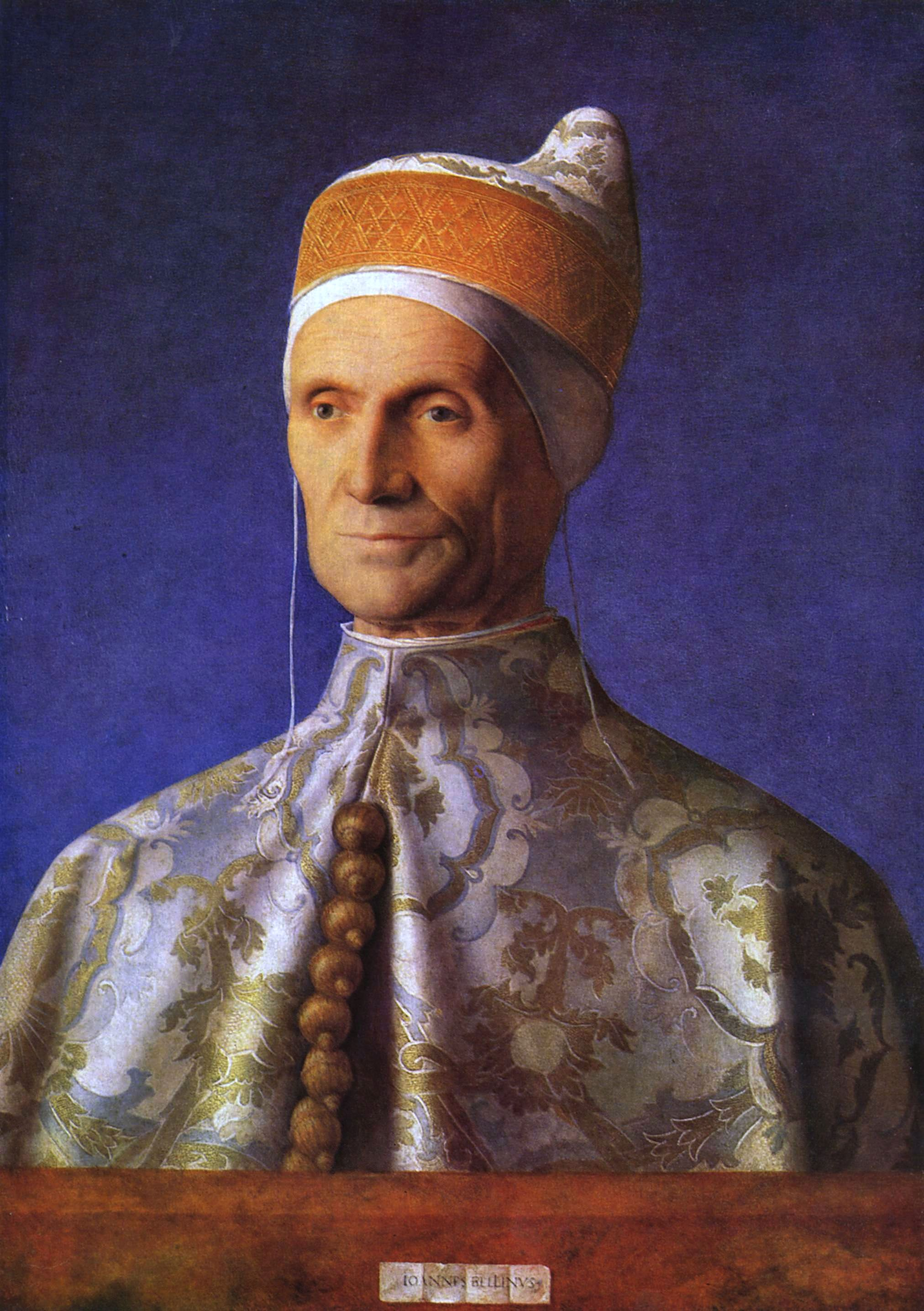
레오나르도 로레다노, 1501년경. 조반니 벨리니 그림

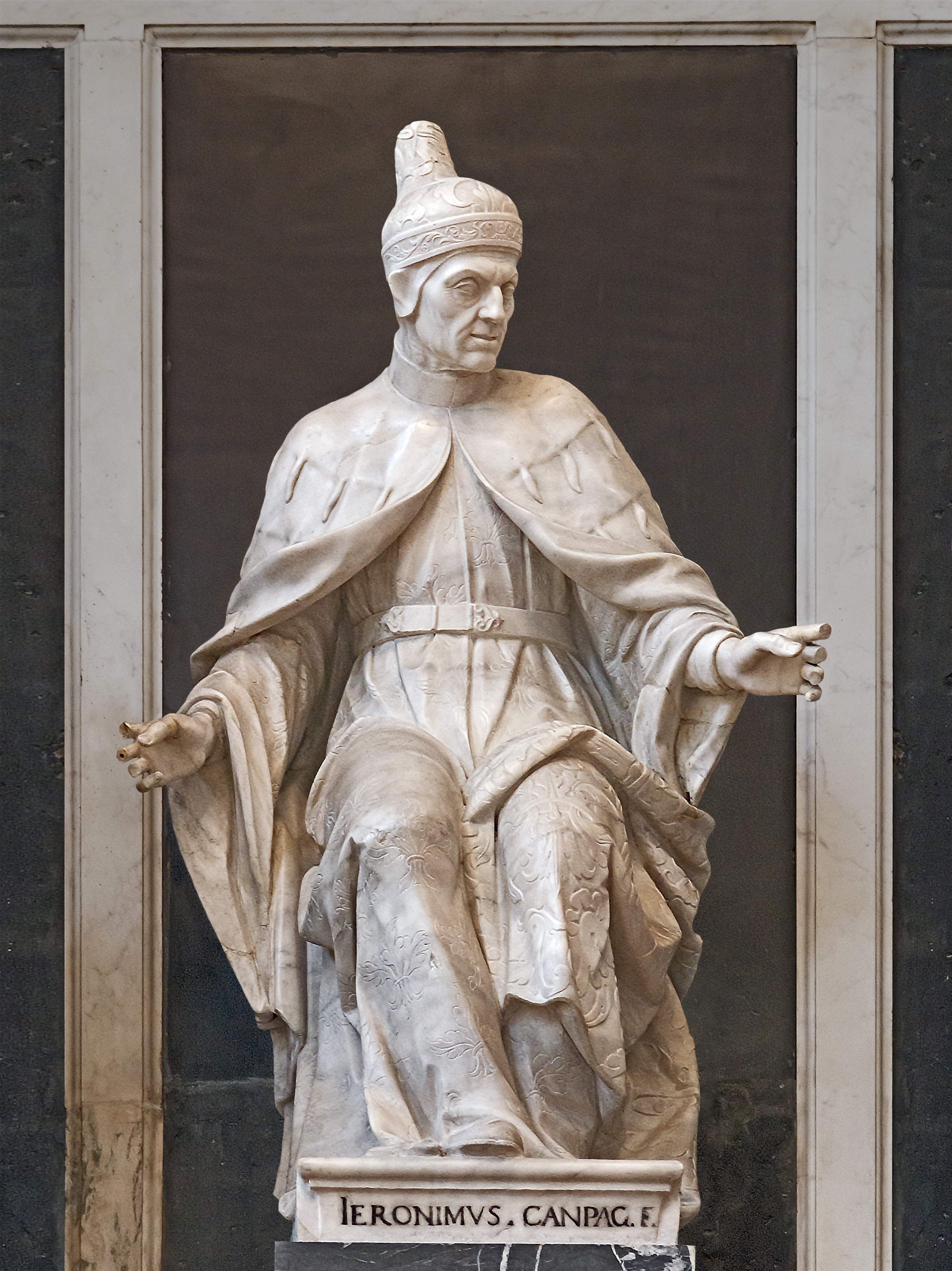
베니스에 있는 그의 무덤.

레오나르도 로레단 (Leonardo Loredan, 1436년 11월 16일 ~ 1521년 6월 21일)는 베네치아의 도제(재임: 1501년 ~ 1521년)이다. 캉브레 동맹 전쟁을 일으켰다.

## 통치
1503년에 교황 알렉산데르 6세의 사망으로, 베네치아는 교황령 북부 지역의 영토 일부를 획득했다. 교황 율리오 2세가 알렉산데르의 후임으로 선출되자, 베네치아인들은 율리오 2세가 그의 친베네치아 지지로 일 베네치아노(Il Veneziano)라는 별명을 가졌었기에 그들의 교황령 점령지가 아무런 소리 없이 받아들여질거라고 예상하였다. 하지만 신임 교황은 대신에 공화국을 파문하였고 교황령은 프랑스와 신성 로마 제국, 몇몇 기독교 국가와 동맹을 맺었다.
도제의 유럽 문제는 그것으로 끝나지 않았다. 인도에서 디우 전투 벌어졌는데, 포르투갈 함대가 베네치아의 도움으로 지중해에서 홍해로 이동하던 오스만과 맘루크의 함대를 상대로 승리를 거둔 것이였다. 이 승리로 이집트의 맘루크로부터 향신료를 사가 유럽에 독점적으로 판매하여 막대한 수익을 거두건 베네치아의 수익성있던 향신로 무역이 끝나게 되었다. 아냐델로 전투에서 동맹군에게 패배한 이후 베네치아는 이탈리아에서 그들이 세운 것들을 철저하게 잃고 말았다. 곧 베네치아의 테라 피르마지 중 가장 전략적 필수지였던 파도바를 잃었으며, 베네치아는 몰락 위기에 쳐하였다. 로레단은 동원령을 내리면서 베네치아인들을 규합하였다. 파도바를 탈환하였지만, 그럼에도 베네치아는 프랑스를 상대하는 교황의 전쟁에서 동맹으로서 참여하는 등의 내용을 담은 강화 조약을 억지로 동의하였다. 교황이 프랑스를 상대로 승리를 막 거두려는 시점에서, 베네치아를 다시 한번 배신하자, 베네치아는 프랑스의 군주 루이 12세와 함께 동맹을 맺으며 보복을 가하였고 그들이 상실한 모든 영토를 돌려받을 수 있게 됐다. 추가적으로 교황령은 로레단 가문에게 대략 500,000 두캇 가량의 막대한 미지불 된 빚을 갚을 수 밖에 없었다. 로레단은 주스티나 주스티니아니(Giustina Giustiniani)와 혼인했다.

## 예술에서 레오나르도 로데단
조반니 벨리니의 로레단의 초상화는 재임중인 도제의 최초의 정면 초상화 중 하나로서 주목 할만하며; 중세 시대를 통틀어, 모든 사람들은 프로필에 초상화를 그렸었지만, 반면 정면 시점의 초상화는 조금 더 종교적인 주제로서 다뤘다.
2세기가 흘러, 폼페오 바토니가 오데스칼키 추기경의 의뢰를 받아 베네치아의 개선식(Triumph of Venice, 1737년) 제작을 맡았을때, 로레단이 베네치아 도제의 대표로서 채택됐으며, 우화적으로 의인화된 그룹의 가운대에 서있다.

## 참고 자료
- Norwich, John Julius (1989). 《A History of Venice》. New York: Vintage Books. ISBN 0-679-72197-5.
- Wills, Garry (2002). 《Venice, Lion City: The Religion of Empire》. New York: Washington Square Press. ISBN 0-671-04764-7.

| 공직                       | 공직                                 | 공직                   |
| -------------------------- | ------------------------------------ | ---------------------- |
| 이전 아고스티노 바르바리고 | 베네치아 공화국의 도제 1501년–1521년 | 이후 안토니오 그리마니 |